# Équipe de France de football au Championnat d'Europe 2004
Cet article relate le parcours de l'équipe de France de football au Championnat d'Europe 2004, organisé au Portugal du 12 juin au 4 juillet 2004.

## Qualification
Groupe 1
| Date              | Ville       | Équipe 1 | Équipe 2 | Résultat |
| 7 septembre 2002  | Nicosie     | Chypre   | France   | 1 - 2    |
| 12 octobre 2002   | Saint-Denis | France   | Slovénie | 5 - 0    |
| 16 octobre 2002   | La Valette  | Malte    | France   | 0 - 4    |
| 29 mars 2003      | Lens        | France   | Malte    | 6 - 0    |
| 2 avril 2003      | Palerme     | Israël   | France   | 1 - 2    |
| 6 septembre 2003  | Saint-Denis | France   | Chypre   | 5 - 0    |
| 10 septembre 2003 | Ljubljana   | Slovénie | France   | 0 - 2    |
| 11 octobre 2003   | Saint-Denis | France   | Israël   | 3 - 0    |

Comme lors des éliminatoires de l'Euro 1992, l'équipe de France remporte tous ses matchs de qualifications. 

Classement
| Place | Équipe   | Points | Joués | V | N | D | Buts + | Buts - | Diff. |
| 1er   | France   | 24     | 8     | 8 | 0 | 0 | 29     | 2      | +27   |
| 2e    | Slovénie | 14     | 8     | 4 | 2 | 2 | 15     | 12     | +3    |
| 3e    | Israël   | 9      | 8     | 2 | 3 | 3 | 9      | 11     | -2    |
| 4e    | Chypre   | 8      | 8     | 2 | 2 | 4 | 9      | 18     | -9    |
| 5e    | Malte    | 1      | 8     | 0 | 1 | 7 | 5      | 24     | -19   |

## Matchs de préparation
| Date            | Ville       | Équipe 1 | Équipe 2 | Résultat |
| 18 février 2004 | Bruxelles   | Belgique | France   | 0 - 2    |
| 31 mars 2004    | Rotterdam   | Pays-Bas | France   | 0 - 0    |
| 20 mai 2004     | Saint-Denis | France   | Brésil   | 0 - 0    |
| 28 mai 2004     | Montpellier | France   | Andorre  | 4 - 0    |
| 6 juin 2004     | Saint-Denis | France   | Ukraine  | 1 - 0    |

## L'Euro
Séjour et hébergement à Santo Tirso.

### Premier tour
Groupe B
| Date         | Équipe 1 | Équipe 2   | Résultat | Buteurs                                               |
| 13 juin 2004 | France   | Angleterre | 2 - 1    | Zidane 90e, 93e ; Lampard 38e                         |
| 17 juin 2004 | Croatie  | France     | 2 - 2    | Rapaić 48e, Pršo 52e ; Tudor 22e (csc), Trezeguet 64e |
| 21 juin 2004 | Suisse   | France     | 1 - 3    | Vonlanthen 26e ; Zidane 20e, Henry 76e, 84e           |

Classement
| Place | Équipe     | Points | Joués | V | N | D | Buts + | Buts - | Diff. |
| 1er   | France     | 7      | 3     | 2 | 1 | 0 | 7      | 4      | +3    |
| 2e    | Angleterre | 6      | 3     | 2 | 0 | 1 | 8      | 4      | +4    |
| 3e    | Croatie    | 2      | 3     | 0 | 2 | 1 | 4      | 6      | -2    |
| 4e    | Suisse     | 1      | 3     | 0 | 1 | 2 | 1      | 6      | -5    |

### Quart de finale
| Date         | Équipe 1 | Équipe 2 | Résultat | Buteurs        |
| 25 juin 2004 | France   | Grèce    | 0 - 1    | Charistéas 65e |

## Effectif
31 joueurs participent à un rassemblement à Clairefontaine en mai 2004. La liste des 23 joueurs retenus pour l'Euro 2004 est annoncée le 19 mai par Jacques Santini.
| Nom                                                                                              | Nom                 | Équipe actuelle        | Date de naissance | J.              | Buts            |                 |                 |                 |
| Gardiens de but                                                                                  | Gardiens de but     | Gardiens de but        | Gardiens de but   | Gardiens de but | Gardiens de but | Gardiens de but | Gardiens de but | Gardiens de but |
| ------------------------------------------------------------------------------------------------ | ------------------- | ---------------------- | ----------------- | --------------- | --------------- | --------------- | --------------- | --------------- |
| 16                                                                                               | Fabien Barthez      | Olympique de Marseille | 28.06.1971        | 4               | 0               | 0               | 0               | 0               |
| 23                                                                                               | Grégory Coupet      | Olympique lyonnais     | 31.12.1972        | 0               | 0               | 0               | 0               | 0               |
| 1                                                                                                | Mickaël Landreau    | FC Nantes              | 14.05.1979        | 0               | 0               | 0               | 0               | 0               |
| Défenseurs                                                                                       |                     |                        |                   |                 |                 |                 |                 |                 |
| 2                                                                                                | Jean-Alain Boumsong | AJ Auxerre             | 14.12.1979        | 1               | 0               | 0               | 0               | 0               |
| 8                                                                                                | Marcel Desailly     | Chelsea                | 07.09.1968        | 1               | 0               | 0               | 0               | 0               |
| 5                                                                                                | William Gallas      | Chelsea                | 17.08.1977        | 4               | 0               | 0               | 0               | 0               |
| 3                                                                                                | Bixente Lizarazu    | Bayern Munich          | 09.12.1969        | 3               | 0               | 0               | 0               | 0               |
| 19                                                                                               | Willy Sagnol        | Bayern Munich          | 18.03.1977        | 3               | 0               | 0               | 0               | 0               |
| 13                                                                                               | Mikaël Silvestre    | Manchester United      | 09.08.1977        | 4               | 0               | 1               | 0               | 0               |
| 15                                                                                               | Lilian Thuram       | Juventus               | 01.01.1972        | 4               | 0               | 0               | 0               | 0               |
| Milieux de terrain                                                                               |                     |                        |                   |                 |                 |                 |                 |                 |
| 17                                                                                               | Olivier Dacourt     | AS Rome                | 25.09.1974        | 3               | 0               | 1               | 0               | 0               |
| 22                                                                                               | Sidney Govou        | Olympique lyonnais     | 27.07.1979        | 0               | 0               | 0               | 0               | 0               |
| 6                                                                                                | Claude Makelele     | Chelsea                | 18.02.1973        | 3               | 0               | 0               | 0               | 0               |
| 18                                                                                               | Benoît Pedretti     | FC Sochaux             | 12.11.1980        | 1               | 0               | 0               | 0               | 0               |
| 7                                                                                                | Robert Pirès        | Arsenal                | 29.10.1973        | 4               | 0               | 1               | 0               | 0               |
| 14                                                                                               | Jérôme Rothen       | AS Monaco              | 31.03.1978        | 1               | 0               | 0               | 0               | 0               |
| 4                                                                                                | Patrick Vieira      | Arsenal                | 23.06.1976        | 3               | 0               | 1               | 0               | 0               |
| 10                                                                                               | Zinédine Zidane     | Real Madrid            | 23.06.1972        | 4               | 3               | 1               | 0               | 0               |
| Attaquants                                                                                       |                     |                        |                   |                 |                 |                 |                 |                 |
| 12                                                                                               | Thierry Henry       | Arsenal                | 17.08.1977        | 4               | 2               | 1               | 0               | 0               |
| 21                                                                                               | Steve Marlet        | Olympique de Marseille | 10.01.1974        | 0               | 0               | 0               | 0               | 0               |
| 9                                                                                                | Louis Saha          | Manchester United      | 08.08.1978        | 2               | 0               | 1               | 0               | 0               |
| 20                                                                                               | David Trezeguet     | Juventus               | 15.10.1977        | 4               | 1               | 0               | 0               | 0               |
| 11                                                                                               | Sylvain Wiltord     | Arsenal                | 10.05.1974        | 3               | 0               | 0               | 0               | 0               |
| Sélectionneur                                                                                    |                     |                        |                   |                 |                 |                 |                 |                 |
|                                                                                                  | Jacques Santini     |                        | 25.04.1952        |                 |                 |                 |                 |                 |
| Blessé Joueur initialement annoncé dans l'équipe nationale pour l'Euro mais forfait sur blessure |                     |                        |                   |                 |                 |                 |                 |                 |
| A                                                                                                | Ludovic Giuly       | AS Monaco              | 10.07.1976        |                 |                 |                 |                 |                 |

### Réservistes
Les dix réservistes sont : Ulrich Ramé, Patrice Evra, Bernard Mendy, Philippe Mexès, Sébastien Squillaci, Ousmane Dabo, Olivier Kapo, Johan Micoud, Peguy Luyindula, et Sidney Govou (rappelé le 28 mai pour pallier le forfait de Ludovic Giuly). Le 21 mai 2004, Johan Micoud est exclu de la liste des réservistes après avoir fait part de son écœurement de ne pas être retenu dans les 23.